# Gli ultimi fuorilegge (film 2001)
Gli ultimi fuorilegge (American Outlaws) è un film del 2001 diretto da Les Mayfield. Il film si ispira a fatti realmente accaduti e narra le vicende di Jesse James, fuorilegge del 1800, diventato famoso per le sue straordinarie rapine alle banche accompagnato dal fratello Frank e dai fratelli Cole, Bob e Jim Younger.

## Trama
Finita la guerra civile, Jesse e Frank James tornano nel Missouri, a casa. Ma ben presto a Liberty, la loro città, finiscono le notti tranquille: un emissario del presidente delle ferrovie si presenta ai cittadini casa per casa facendo un'offerta per vendere il terreno dove passerà una nuova ferrovia, la Rock Northern Railroad. I James rifiutano l'offerta, sebbene la cessione sia obbligatoria. Qualcuno però reagisce in maniera eccessiva: è Cole Younger, il cugino, che uccide due rappresentanti delle ferrovie, provocando così il suo arresto e l'immediata condanna per impiccagione. Ad avvisare Jesse e Frank ci pensa Jim, il minore dei fratelli Younger, che pur di avvertirli irrompe nel bel mezzo di un'assemblea dove i James cercavano di convincere gli abitanti di Liberty a non vendere i terreni.
Jesse, Frank, Bob e Jim riescono a liberare Cole poco prima dell'impiccagione, schierandosi definitivamente contro Pinkerton, il responsabile della ferrovia, che, in risposta, con una bomba fa esplodere la casa dei fratelli James, uccidendo la madre dei due. Quest'avvenimento li costringe ad agire: partono con gli ex-compagni di guerra e i fratelli Younger, formando la James/Younger gang, e cominciano a rapinare banche. Non passa molto tempo che prima su Jesse e poi sugli altri componenti della banda vengono messe ricche taglie. Ma la gente comune non vede questi fuorilegge come i soliti rapinatori scontrosi e pericolosi, ma li accoglie più come degli eroi, poiché stanno combattendo per una giusta causa, ossia impedire che venga costruita la ferrovia. Col tempo Cole Younger, nonostante sia stato  nominato capobanda assieme a Jesse, comincia a nutrire sentimenti di gelosia nei confronti del compagno, perché si sente escluso dalle decisioni più importanti e la notorietà del cugino è nettamente superiore alla sua.
Cole, volendo prendere anche lui qualche decisione prima di tornare a casa, propone di rapinare la Hyperion Bank, avendo letto sul giornale che nella banca era stata depositata un'enorme quantità di denaro. Ne nasce un'accesa lite con Jesse, non del tutto convinto dall'articolo di giornale, ma alla fine Cole ha la meglio. Tutto è pronto per l'assalto, ma il colpo fallisce, confermando i dubbi di Jesse: si trattava di una trappola. Mentre il gruppo scappa il giovane Jim viene raggiunto da un colpo di pistola, e morirà poco dopo assistito dall'intera banda. Jesse, a questo punto, decide che è ora di smettere e torna a casa, dove lo aspetta la figlia del dottor Mimms, Zee, la donna di cui è innamorato. I due si sposano, ma in Florida Jesse viene trovato e arrestato. I vecchi compagni d'un tempo non ce la fanno a lasciare Jesse in questa situazione e così, con l'aiuto di Zee (che finora non aveva mai preso parte ai colpi della gang), aiutano Jesse a fuggire.